# Xylotrechus vinnulus
Xylotrechus vinnulus är en skalbaggsart som beskrevs av Holzschuh 1993. Xylotrechus vinnulus ingår i släktet Xylotrechus och familjen långhorningar. Inga underarter finns listade i Catalogue of Life.